# Henrik van Herwerden

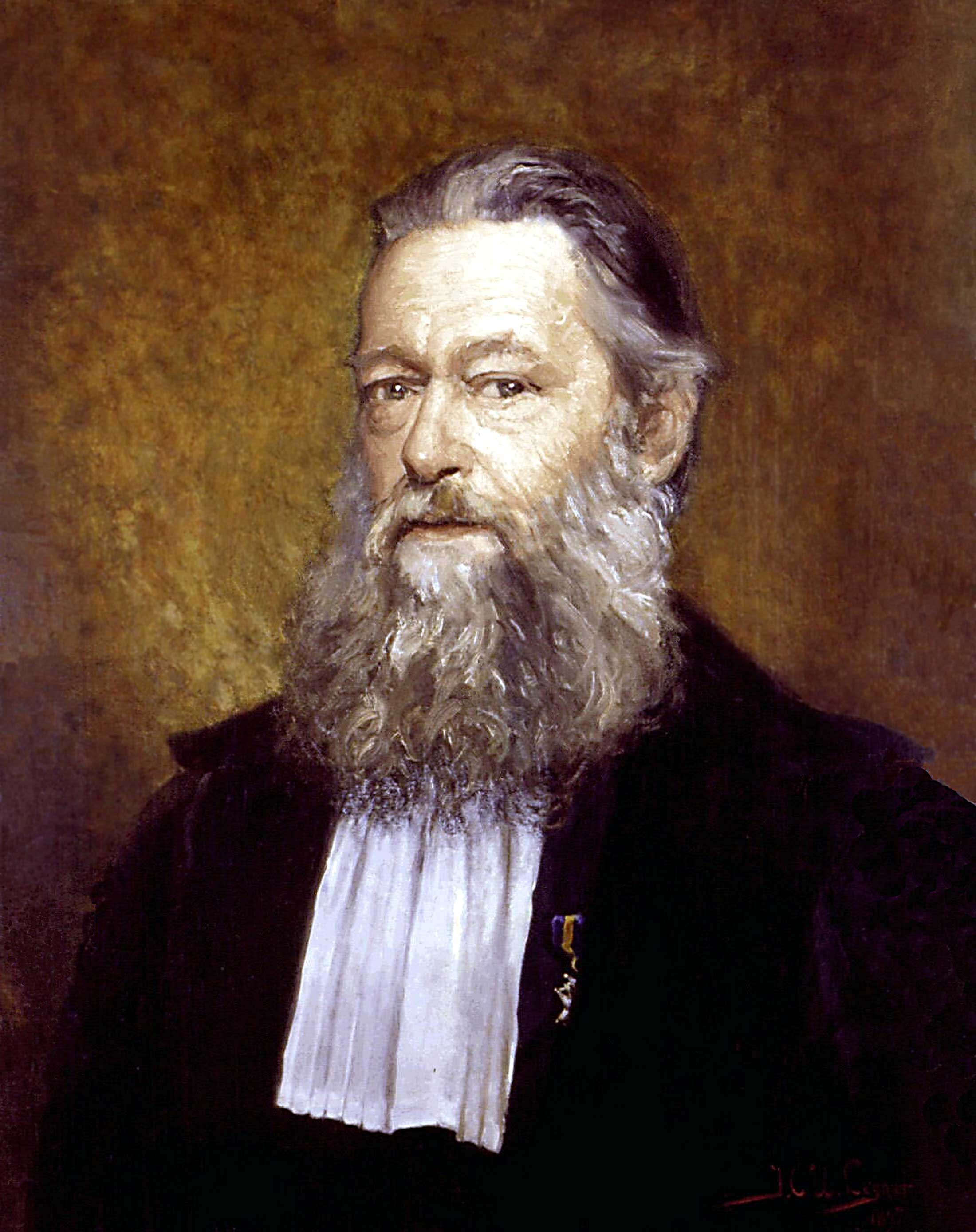
Hendrik van Herwerden

Henrik van Herwerden auch: Henricus van Herwerden (* 17. September 1831 in Beetsterzwaag; † 18. November 1910 in Utrecht) war ein niederländischer Klassischer Philologe.

## Leben
Hendrik war der Sohn des Pfarrers Claudius Henricus van Herwerden (* 17. März 1802 in Jutfaas; † 23. Februar 1880 in Amersfoort) und dessen Frau Maria Anna Susanna Elisabeth Sara Schilling (* 17. März 1802 in Lingen; † 1. April 1871 in Amersfoort). Nach erster Unterweisung durch seinen Vater, besuchte er zwei Jahre die Lateinschule in Assen. Am 21. September 1849 immatrikulierter sich Herwerden an der Universität Leiden, um ein Studium der klassischen Literatur zu absolvieren. Hier wurden Carel Gabriel Cobet, Reinhart Dozy und John Bake seine prägenden Lehrer. Am 15. Dezember 1855 promovierte er in Leiden mit der Abhandlung Observationes criticas in fragmenta comicorum graecorum zum Doktor der Philosophie. Danach unternahm er eine dreijährige Studienreise, die ihn unter anderem an spanische, französische und italienische Bibliotheken für philologische Forschungen führte.
Zurückgekehrt in die Niederlande wurde er Lehrer, zunächst am Instituut Noorthey in Voorschoten, dann von 1860 bis 1862 Lehrer für Griechische Sprache und Literatur am Gymnasium Groningen und von 1864 an Lehrer derselben Fachrichtung am Gymnasium in Den Haag. Nachdem er sich auf dem Themengebiet der griechischen Sprache einen Namen gemacht hatte, wurde er am 1. Juli 1864 von den Kuratoren der Universität Utrecht zum Professor der griechischen Sprache und Literatur berufen. Diese Aufgabe trat er am 28. Oktober 1864 mit der Einführungsrede De recentiorum literarum cognitione futuro philologo haud contemnenda an. In seiner Eigenschaft als Utrechter Hochschullehrer beteiligte er sich auch an den organisatorischen Aufgaben und war 1876/77 Rektor der Alma Mater. Diese Aufgabe legte er mit der Rede De moribus Graecorum aetate Homerica nieder. Nachdem er aus Altersgründen am 10. Juni 1902 aus seiner Professur emeritiert wurde, war er danach noch als Privatdozent für griechische Epigraphik und Paläografie in Utrecht tätig.
Herwerden wurde 1870 Mitglied der Königlich Niederländischen Akademie der Wissenschaften in Amsterdam, 1888 korrespondierendes Mitglied der Kaiserlich Russischen Akademie der Wissenschaften in St. Petersburg, wurde Mitglied der provinziellen Utrechtschen Gesellschaft der Wissenschaften und Künste, 1902 wurde er korrespondierendes Mitglied der Bayerischen Akademie der Wissenschaften in München und 1892 Ehrenmitglied der griechischen wissenschaftlichen Gesellschaft (Epistemonike Hetaireia) in Athen. Zudem wurde er 1886 Ritter des Ordens vom niederländischen Löwen.

## Familie
Herwerden heiratete am 5. April 1865 in Groningen Henriette Galathea van Deen (* 27. Juni 1836 in Zwolle; † 12. Oktober 1900 in Utrecht), die Tochter des Professors für Medizin Izaac van Deen und dessen Frau Augusta Melchior. Aus der Ehe stammen Kinder. Von diesen kennt man:
- Claudius Hendrikus van Herwerden (* 9. März 1866 in Utrecht; † 19. November 1962 in Rotterdam) verh. 6. Juli 1893 mit Catharina Gerdina Steffens (* 1. Juli 1867 in Vianen; † 9. Dezember 1929 in Oegstgeest)
- Marie Anne van Herwerden (* 17. Februar 1874 in Utrecht; † 26. Januar 1934 ebenda)
- Charlotte Auguste Birgitta van Herwerden (* 15. Juni 1868 in Utrecht; † 11. Juni 1955 in Utrecht)

## Veröffentlichungen (Auswahl)
- Dissertatio literaria continens observationes criticas in fragmenta comicorum Graecorum. Leiden 1855 (Online)
- Spicilegium Vaticanum continens novas lectiones in Historicorum Graecorum Excerpta quae primus edidit Ang. Maius. Leiden 1860 (Online)
- Dionysii Halicarnassensis epistolae criticae tres. Groningen 1861
- Exercitationes criticae in poeticis et prosaicis quibusdam Atticorum monumentis. Den Haag 1862 (Online)
- Orationes selectae van Lysias. 1863
- Nova Addenda critica ad Meinekii Opus: quod inscribitur Fragmenta comicorum graecorum. Leiden 1864 (Online)
- De recentiorum literarum cognitione futuro philologo haud contemnenda. 1864
- Sophoclis Oedipus Rex. Utrecht 1866 (Online)
- Analecta critica ad Thucydidem Lysiam Sophoclem Aristophanem et Comicorum Graecorum fragmenta. Utrecht 1868 (Online)
- Studia Thucydidea. Utrecht 1869 (Online)
- Animadversiones philologicae ad Theognidem. Utrecht 1870 (Online)
- Appendix ad Studia critica in Poetas Scenicos Graecorum. Utrecht 1872
- Excerpta e poetis Graecis. Utrecht 1873 (Online), 1886
- Euripides, Ion. Utrecht 1875
- Quaestiunculae epicae et elegiacae. 1876
- Plutarchea et Lucianea cum nova Marciani codicis collatione. Utrecht 1877
- De moribus Graecorum aetate Homerica. 1877
- Thucydides. Utrecht 1877–82, 5. Bde.
- De Agamemnon van Aeschylus. 1878
- De Eumenides of wraakgodinnen van Aeschylus. 1878
- Emendationes Aeschyleae. 1878
- Lapidum de dialecto Attica testimonia. Utrecht 1880
- Drie treuerspelen van Sophocles. Utrecht 1881
- Thukydides. Utrecht 1882
- Lectiones Rheno-Traiectinae ad varios poetas et scriptores Graecos. Leiden 1882
- Commentatio critica In Herodoti libros I und II. 1883
- Antiphon. Utrecht 1883, 1890
- Herodotus. Utrecht 1884–88, 4. Bde.
- Studia critica et epicritica in Pindarum. Utrecht 1884
- Lucubrationes Sophocleae. Utrecht 1887
- Symbolae exegeticae et criticae ad Xenophontis Historiam Graecam. 1888
- Studia critica in Epigrammata Graeca. Leiden 1890
- Antigone. Utrecht 1890
- Aristoteles. Leiden 1891 (mit  J. van Leeuwen)
- Mnemosyne. 1892
- Euripides. 1895
- Helena. Leiden 1895
- Aristophanes Pax. Leiden 1895
- Lysias. Utrecht 1899
- Phädon. Amsterdam 1898
- Lexicon graecum, suppletorium et dialecticum. 1902
- Collectanea critica, epicritica, exegetica sive Appendix ad Theodori Kockii opus Comicorum Atticorum fragmenta. Leiden 1903
- Vindiciae Aristophaneae. 1905